# Worms
För andra betydelser, se Worms (olika betydelser).
Worms [vɔʁms] är en kretsfri stad i den tyska delstaten Rheinland-Pfalz i sydvästra Tyskland med cirka 86 000 invånare. Staden är belägen vid floden Rhen, cirka 20 kilometer norr om Ludwigshafen och cirka 45 km söder om Mainz.
Worms fick en bofast befolkning första gången under den yngre stenåldern för cirka 5 000 år sedan. Idag är staden ett industriellt centrum (stål- och kemisk industri) och är känd för det lokala vinet Liebfraumilch.
I Worms finns en av de tre stora tyska romanska domkyrkorna (de andra i Mainz och Speyer).
Namnet Worms kommer ursprungligen av det keltiska namnet Borbetomagus som betyder bosättning vid vattnet. Detta översattes senare till det latinska namnet Wormatia som gav namnet Worms och så har staden hetat sedan 500-talet.
Worms var en av de största städerna där det medelhögtyska nationaleposet Nibelungenlied utspelade sig. Ett toppmodernt Nibelungenmuseum öppnades 2001 och vid en årligt återkommande festival framför Worms domkyrka försöker arrangörerna att återskapa den gamla atmosfären.

## Historia

### Kelter och romare

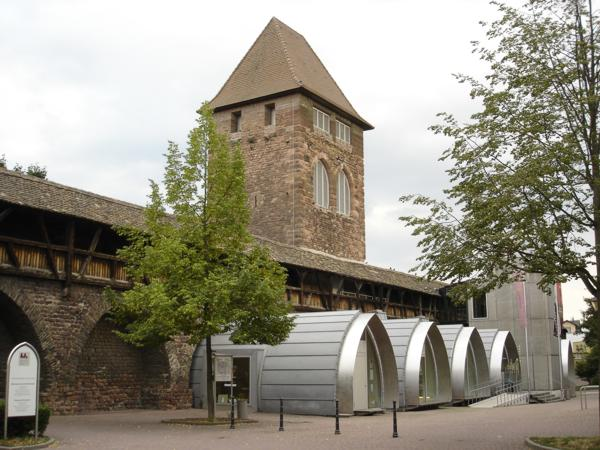
Nibelungenmuseum

Staden har funnits sedan före romartiden och romarna erövrade och befäste den under Drusus år 14 f.Kr. Då intog och befäste en infanteritrupp och en kavalleritrupp Augusta Vangionum, som var det romerska namnet på bosättningen men som på keltiska fick heta Borbetomagus.  Bosättningen utvecklades till en liten stad med den traditionella romanska gatuindelningen, ett forum och tempel med de stora gudarna Jupiter, Juno, Minerva (vars tempel enligt traditionen blev kyrka) och Mars.
Worms har haft många annorlunda namn och staden var ett tidigt centrum för boktryckarkonsten. I olika boktitlar har det förekommit många olika namn på staden. William Tyndales översättning av Bibeln trycktes i Worms 1525.
Romanska inskriptioner och altar- och offergåvor kan ses på det arkeologiska museet tillsammans med en av Europas största samlingar av romerskt glas. Lokala krukmakare arbetade i södra delen av staden. Fragment av amforor har visat att den olivolja de innehöll kom från Hispania Baetica via havet och uppför floden Rhen. I Borbetomagus klädde den burgundiske kungen Gunther ut sig själv till den olycksalige härskaren Jovinus under oroligheterna 411–413. Staden blev huvudstad i burgundernas första konungadöme men från den tiden finns finns endast ett fåtal lämningar, bland annat ett bältesspänne från Worms-Abenheim som är en av museiskatterna. Burgunderna övermannades år 437 av hunnerska soldater som hade kallats in av den romerske generalen Aëtius för att få ett slut på de burgundiska räderna. Detta var en händelse som blev ursprunget till Nibelungenlied.

## Medeltiden
Worms var ett furstbiskopsdöme sedan 614, men sekulariserades 1801 då det gick samman med Hessen-Darmstadt. I frankernas rike var staden säte för ett viktigt pfalz för Karl den store som byggde en av sina många administrativa enheter i Worms. Biskoparna administrerade staden och dess territorium. Den mest berömde biskopen från den tidiga medeltiden är Burchard.
Worms katedral anses vara ett av Tysklands finaste exempel på romansk arkitektur. Vid sidan av katedralerna i Speyer och Mainz är den en så kallad Kaiserdom (kejsarkatedral). Vissa delar från den tidiga romanska stilen under 900-talet finns fortfarande bevarad medan andra delar är från 1000- och 1100-talet med kompletteringar i gotisk stil.
Fyra andra romanska kyrkor liksom den romanska gamla stadens fästningar gör Worms till Tysklands andra stad inom romansk arkitektur efter Köln.

### Blomstringstid
Worms hade sin mest blomstrande tid under mitten av medeltiden. Staden hade fått höga privilegier av kejsar Henrik IV redan 1074 och staden blev senare en riksstad och därmed ett oberoende distrikt och endast ansvarig inför kejsaren. Som resultat blev Worms en viktig plats för många historiska händelser i det Tysk-romerska riket. 1122 under investiturstriden signerades Wormskonkordatet och en riksdag 1495 beslutade och försökte att genomföra en reform av kejsarrikets kretsar. Viktigast av de mer än hundra fördrag som hölls i Worms var den riksdag 1521 som är mer känd som fördraget i Worms. Det slutade med påbudet i Worms som innebar att Martin Luther förklarades som laglös efter att ha vägrat att återkalla sina lärosatser.

### Judendom i Worms
Worms är känt för att tidigare ha varit ett centrum för judendomen. Begravningsplatsen från 1000-talet anses av många vara den äldsta judiska begravningsplatsen i Europa. En antik synagoga byggdes omkring 1034. Bland de framstående rabbiner som verkat i Worms finns Elazar Rokeach och Yair Bacharach. Många av de judiska kvarteren förstördes under de händelser som utspelade sig under kristallnatten (1938) och det judiska samhället från medeltiden går inte längre att känna igen. Efter renoveringar företagna under 1970- och 1980-talen kan dock många byggnader ses i nästan originalskick i kvarteren, liksom ett utomhusmuseum.

### Förstörelse och återuppbyggnad
Worms har varit nära att totalförstöras två gånger under dess historia. År 1689 invaderade franska trupper och jämnade nästan hela staden med marken. Mellan 1789 och 1816 stod staden under franskt styre. Under andra världskriget bombades staden återigen.

## Vänorter
- Auxerre, Frankrike
- Bautzen, Tyskland
- Mobile, Alabama, USA
- Parma, Italien
- St Albans, England
- Tiberias, Israel

## Sport
- Fotbollslaget Wormatia Worms

## Kända personer
- Timo Hildebrand, fotbollsspelare
- Martin Luther, reformator
- Emil Stumpp, tecknare. Dog i fängelse efter att ha gjort ett inte så uppskattat porträtt av Adolf Hitler.